# Cuthbert Sebastian
Sir Cuthbert Sebastian, né le 22 octobre 1921 à Miami (Floride, États-Unis) et mort le 25 mars 2017 à Basseterre (Saint-Christophe-et-Niévès), est le gouverneur général christophien de Saint-Christophe-et-Niévès du 1er janvier 1996 au 2 janvier 2013.

## Biographie
Sebastian est le fils de Joseph Matthew Sebastian, membre des conseils législatif et exécutif de Saint-Christopher-Nevis-Anguilla jusqu'à sa mort en 1944, et d'Inez Veronica Sebastian (née Hodge). Il étudie à l'Université Mount Allison, au Nouveau-Brunswick, où il obtient un baccalauréat ès sciences. Il entre à l'Université Dalhousie à Halifax, en Nouvelle-Écosse, où il étudie la médecine et obtient son diplôme de MDCM en 1958 pour devenir chirurgien.
Il sert à Saint-Kitts, à Nevis et à Anguilla en tant qu’élève-enseignant, apprenti / dispensateur, chimiste et pharmacien, technicien de laboratoire, dispensateur principal, surintendant médical et obstétricien-gynécologue. Il est médecin en chef de Saint-Kitts-et-Nevis de 1980 à 1983. De 1962 à 1966, il suit une formation en obstétrique et gynécologie à l'infirmerie royale de Dundee, en Écosse.
Sebastian est mitrailleur arrière pendant la Seconde Guerre mondiale dans l'Aviation royale canadienne, capitaine (chirurgien) dans les forces de défense de Saint-Kitts-et-Nevis, médecin local du prince de Galles (Prince Charles), lorsqu'il vient à Kitts en 1973 (le prince de Galles s'est rendu dans l'île pour ouvrir le bastion du prince de Galles, récemment restauré, le 1er juin). En outre, il est aide de camp auprès du Premier ministre de Saint-Christophe-et-Nevis-Anguilla, Robert Llewellyn Bradshaw, lorsque Bradshaw se rend au palais de Buckingham à l'occasion du 25e anniversaire de règne de la reine.
Sebastian reçoit la décoration d'efficacité des forces auxiliaires (officiers) et est nommé officier de l'ordre de l'Empire britannique (division civile) auprès de la reine Elizabeth II en 1969. Il est fait chevalier comme Grand Chevalier du Très Haut. Ordre distingué de saint Michel et saint Georges en 1996, il est fait chevalier de grâce du très vénérable ordre de saint Jean de Jérusalem (KStJ). L’Université Dalhousie lui décerne un doctorat honorifique en droit en 1998 et, en 2005, un doctorat honorifique de l’Université Mount Allison. Le 5 juillet 2002, il reçoit une bourse honorifique du Royal College of Surgeons (FRCS) d’Édimbourg en Écosse, pour sa carrière exceptionnelle et ses services à l’humanité dans le domaine de la médecine. Avant Édimbourg, il reçoit un FRCS à Londres. En 2005, le Collège d'armes lui accorde ses armoiries personnelles.
Le 3 mars 2012, Sebastian accueille le comte et la comtesse de Wessex à Saint-Kitts-et-Nevis lors de leur visite dans les Caraïbes dans le cadre du jubilé de diamant d'Elizabeth II.
Le 1er janvier 2013, Sebastian prend sa retraite en tant que gouverneur général de Saint-Kitts-et-Nevis. Cuthbert Sebastian est décédé chez lui, à St Kitts, le 25 mars 2017 à l'âge de 95 ans.
 